# Vil·la Paquita
Vil·la Paquita és un edifici a la vila de Cardedeu (Vallès Oriental) protegit com a bé cultural d'interès local. Vil·la Paquita s'emmarca dintre del context de construccions bastides des de finals del s. XIX a la carretera de Caldes, quan aquesta es converteix en l'eix principal de la vila. Al llarg de la carretera podem veure una gran varietat d'estils arquitectònics des de l'eclecticisme, modernisme, noucentisme i els edificis moderns. L'època de més activitat constructiva és la dècada del 1910-1920, quan la vila es transforma definitivament en una vila d'estiueig.
És un habitatge de temporada amb jardí. De planta baixa, pis i coberta a dues vessants. La façana principal està composta d'esgrafiats amb motius vegetals i florals i figurats. La composició és simètrica. El portal d'entrada té una petita marquesina. El capcer és de forma piramidal truncat, l'obra presenta un gran caràcter noucentista.